# World One
World One est un gratte-ciel de 76 étages et de 280 mètres de haut construit à Mumbai en Inde. 

## Historique
Initialement destiné à être le plus haut gratte-ciel d'Inde et le plus haut gratte-ciel à usage exclusivement résidentiel du monde avec 442 m de hauteur pour 117 étages, le projet est revu à la baisse et la tour ne mesure plus que 280 m.